# Gopal Krishan
Gopal Krishan (né le 26 juillet 1926 et mort le 25 mars 2004) est un joueur indien de vishitra vînâ, un instrument de la tradition hindoustanie.

## Discographie partielle
- Inde du Nord : Dhrupad et Khyal (Ocora Radio France)
- Inde du Nord : L'art de la vichitra vina (Ocora Radio France)